# Okresní soud v Kutné Hoře
Okresní soud v Kutné Hoře je okresní soud se sídlem v Kutné Hoře, jehož odvolacím soudem je Krajský soud v Praze. Rozhoduje jako soud prvního stupně ve všech trestních a civilních věcech, ledaže jde o specializovanou agendu (nejzávažnější trestné činy, insolvenční řízení, spory ve věcech obchodních korporací, hospodářské soutěže, duševního vlastnictví apod.), která je svěřena krajskému soudu.

## Budova
Soud se nachází v původní čtyřkřídlé a dvoupatrové budově na náměstí Národního odboje (původně Koňském trhu) v historickém jádru města, kde až do roku 1949 sídlil také krajský soud, poté nahrazený krajským soudem v Praze. Klasicistní budova krajského soudu byla postavena v letech 1835–1836 na místě dvou měšťanských domů a části zahrady kutnohorským stavitelem Benediktem Škvorem. Souzen zde byl např. Karel Havlíček Borovský nebo Leopold Hilsner. Čtvrté křídlo sloužilo až do 60. let 20. století jako vězení a později bylo využíváno filmaři (seriály Bídníci nebo Dobrodružství kriminalistiky). Budova je spolu s ohradní zdí chráněna jako kulturní památka a v letech 2005–2008 prošla celkovou rekonstrukcí.

## Soudní obvod
Obvod Okresního soudu v Kutné Hoře se shoduje s okresem Kutná Hora, patří do něj tedy území těchto obcí:
Adamov •
Bernardov •
Bílé Podolí •
Bludov •
Bohdaneč •
Brambory •
Bratčice •
Církvice •
Čáslav •
Čejkovice •
Černíny •
Červené Janovice •
Čestín •
Dobrovítov •
Dolní Pohleď •
Drobovice •
Hlízov •
Horka I •
Horka II •
Horky •
Horušice •
Hostovlice •
Hraběšín •
Chabeřice •
Chlístovice •
Chotusice •
Kácov •
Kluky •
Kobylnice •
Košice •
Krchleby •
Křesetice •
Kutná Hora •
Ledečko •
Malešov •
Miskovice •
Močovice •
Nepoměřice •
Nové Dvory •
Okřesaneč •
Onomyšl •
Opatovice I •
Paběnice •
Pertoltice •
Petrovice I •
Petrovice II •
Podveky •
Potěhy •
Rašovice •
Rataje nad Sázavou •
Rohozec •
Řendějov •
Samopše •
Semtěš •
Schořov •
Slavošov •
Soběšín •
Souňov •
Staňkovice •
Starkoč •
Sudějov •
Suchdol •
Svatý Mikuláš •
Šebestěnice •
Štipoklasy •
Třebešice •
Třebětín •
Třebonín •
Tupadly •
Uhlířské Janovice •
Úmonín •
Úžice •
Vavřinec •
Vidice •
Vinaře •
Vlačice •
Vlastějovice •
Vlkaneč •
Vodranty •
Vrdy •
Záboří nad Labem •
Zbizuby •
Zbraslavice •
Zbýšov •
Zruč nad Sázavou •
Žáky •
Žehušice •
Žleby